# Hans H. Mattson
Hans Herbert Jonny Mattsson, född 19 september 1950 i Örgryte församling i Göteborg, är en svensk tidigare ledare inom Jesu Kristi Kyrka av Sista Dagars Heliga i Europa.
Kyrkohistorikern Greg Prince beskriver Mattsson som den högst rankade ledaren inom kyrkan som offentligt kritiserat kyrkan.

## Biografi
Mattsson växte upp i Jesu Kristi Kyrka av Sista Dagars Heliga och i sin ungdom åkte han på mission genom kyrkan till Birmingham i England. Mattsson hade flera seniora positioner inom kyrkan och var stavspresident i Göteborg. I april 2000 blev Mattson som första svensk medlem av sjuttio-rådet. Han höll sen positionen till april 2005 då han genomgick en hjärtoperation. Andra medlemmar frågade Mattsson om kritik som de läst på Internet kring bland annat att kyrkans grundare Joseph Smith var polygamist. Mattsson började därför själv efterforska kyrkans historia. Han var missnöjd med de svar som han fick från kyrkans högsta ledare 2010 och valde därför att 2013 gå offentligt med sin kritik i en podcast.